# Долгие Бороды (резиденция)
Долгие Бороды (другие названия «Валдай», «Ужи́н») — резиденция Президента Российской Федерации, расположена в Новгородской области в 20 километрах от города Валдай, недалеко от деревни Долгие Бороды (Рощинское сельское поселение). Входит в состав официальных резиденций Президента Российской Федерации, среди которых, в частности: Кремль, Ново-Огарёво, «Бочаров Ручей» (в Сочи), Константиновский дворец в Стрельне.

## История
Официальное название резиденции — дом отдыха «Ужи́н», по имени озера, на берегу которого расположен спецобъект. Соседняя деревня Долгие Бороды (население в 2000 году — 17 человек), к началу XXI века слилась с посёлком Рощино. В 1992 году снесены находившиеся рядом с президентской резиденцией пионерский лагерь «Космос» и пансионат «Лазурный берег». К 2000 году территория резиденции занимала 930 га.
Строительство объекта 201 (так в официальных документах именовалась резиденция) было начато в 1934 году для Сталина, который недолго был здесь лишь однажды, в 1939 году, — однако глухомань этого укрытого в еловых лесах места, которое с «материком» связывала единственная дорога, смутила «вождя народов». В 1940 году на берегу озера Ужин было завершено строительство трёх зданий: соединённые в единый комплекс «Дача № 1» и «Дача № 2», ближе к деревне Долгие Броды здание для охраны «Дача № 3». Архитектурно Дачи повторяют сталинскую дачу в Волынском. В августе 1948 года в санатории ЦК ВКП(б) на территории нынешней резиденции скончался на отдыхе Андрей Жданов. Здесь же состоялась свадьба сына Жданова Юрия и дочери Сталина Светланы Аллилуевой. В резиденции отдыхали Никита Хрущёв, Николай Рыжков и др. В 1980-е годы резиденция была расширена и построен новый комплекс. Здесь любил отдыхать и рыбачить первый президент России Борис Ельцин. С 2000 года в резиденцию приезжает Владимир Путин.
Ныне бывший санаторий ЦК ВКП(б) называется Федеральное государственное бюджетное учреждение Управления делами Президента РФ «Дом отдыха „Валдай“», рассчитан на 320 мест. В 2007—2010 гг. «Дачи № 1—3» были реконструированы с сохранением исторического облика. На территории комплекса построен Конгресс-центр. В главном здании дома отдыха — обустроен актовый зал — кинотеатр, где проводятся мероприятия клуба «Валдай» (Международный дискуссионный клуб «Валдай»).